# Mariko Shiga
Mariko Shiga (志賀 真理子 Shiga Mariko?,  Prefectura de Kanagawa, 24 de diciembre de 1969 - Flagstaff, Arizona, 23 de noviembre de 1989) fue una actriz, cantante y idol japonesa, activa durante la década de los 70 y 80. 

## Biografía
Shiga inició en el mundo del espectáculo como actriz infantil, en primera instancia en el programa televisivo Donna Mondai Q TV y en el dorama Kazoku Dzukuri. Años más tarde, debutaría también como seiyū entre los que destaca el OVA, Maho no Princess Minky Momo. Sin embargo, alcanzó popularidad hacia 1986, donde le dio voz al personaje principal del anime Maho no Aidoru Pasuteru Yumi. Tras esto comenzó una carrera como idol y cantante, lanzando su primer single, Freesia no Shounen. El 31 de marzo de 1987, Freesia alcanzó el puesto número 48 en las listas del top 100 semanal de singles de Oricon. También fue utilizado como tema de apertura para un anime y a este le siguieron dos álbumes de estudio.

## Muerte
Después de graduarse de la escuela secundaria, Shiga se trasladó a la Universidad de California en Riverside, en Estados Unidos. Tenía pensando continuar su educación superior en dicho país, sin embargo, falleció prematuramente a la edad de 19 años en un accidente automovilístico en la ciudad de Flagstaff, Arizona. De acuerdo a declaraciones posteriores, el conductor desvió su curso tras intentar esquivar a un animal que se interpuso en el camino, provocando que este se volcara y expulsará a Shiga fuera del vehículo. Fue declarada muerta en el lugar de los hechos. Falleció poco antes de su cumpleaños número veinte.
Irónicamente, diez años después fallecería Hiromi Yanagihara (miembro de Hello! Project), bajo circunstancias similares y con la misma edad.

## Legado
En 2001, Shiga fue póstumamente galardonada con el premio Natsukashi no Ongaku Daishō en los premios 17th Annual OGUmen por su tema Rainy Day Hello.

## Discografía

### Álbum de estudio
- [1986.06.25] mariko
- [1996.06.25] mariko+3

### Singles
- [1985.04.21] Yume no Naka no Rondo (La Ronde in my Dream)
- [1986.02.25] Freesia no Shounen (Freesia's Boy)
- [1986.05.25] Aoi Namida (Blue Tears)
- [1986.12.10] Hikouki Kumo (Contrail)
- [1987.08.25] Rainy Day Hello

### Otros
- [198x.xx.xx] Haha to Ko no Doyo no Kuni (#3 Fumikiri de, #4 Yuhi no Uta)
- [198x.xx.xx] Oshiete Idol Warner Music Sono Ki ni Sasete (#14 Rainy Day Hello)
- [1991.02.21] Anime Hot Wave 2 (#12 Yume no Naka no Rondo)
- [1999.06.23] Minky Momo (#34 Yume no Naka no Rondo, #44 Organ wo Tomenaide)
- [2002.08.21] Emotion 20th Anniversary Theme Collection (CD1 #2 Yume no Naka no Rondo)
- [2003.10.22] Animage Maho Shojo Collection (#14 Kane no Ribon de Rock Shite, #15 Freesia no Shounen)
- [2005.09.22] Anime Song Selection (#4 Yume no Naka no Rondo)
- [2005.12.21] Maho no Idol Pastel Yumi Ongakushu Vol.1 (#1 Kane no Ribon de Rock Shite)
- [2005.12.21] Maho no Idol Pastel Yumi Ongakushu Sohuhen (#8 Kane no Ribon de Rock Shite)
- [2006.08.23] Minna no TV Generation Anime Uta Nenkan 1986 (#7 Kane no Ribon de Rock Shite, #8 Freesia no Shounen)
- [2008.03.26] Flying Dog Collection - Theme Song Archive 80's Part.2 (#21 Yume no Naka no Rondo, #22 Organ wo Tomenaide)

### Bandas sonoras
- Magical Princess Minky Momo: Yume no Naka no Rondo Ongakuhen
- Magical Princess Minky Momo: Fenarinarsa Song Festival
- Dendō Twin Series Magical Princess Minky Momo TV-ban OVA-ban
- Magical Idol Pastel Yumi Ongakuhen Vol.1
- Magical Idol Pastel Yumi Ongakuhen Sōshūhen
- Natsukashi no Music Clip 42 Magical Idol Pastel Yumi

## Filmografía

### Doramas
- [1983] Kazoku Dzukuri
- [1983 - 1984] Dotsu Kiri Futago Sensei Otomegakuen Danjibu
- [1983 - 1984] Seibu Keisatsu PART - III
- [1984] Beat Takeshi no Gakumon no Susume
- [1984 - 1985] Donna Mondai Q Television
- [1986] Shinya ni Yokoso
- [1986] Getsuyo Dorama Rando

### Actriz de voz
- [1985] Maho no Princess Minky Momo
- [1986] Maho no Aidoru Pasuteru Yumi - Yumi Hanazono